# Оскар Кокошка

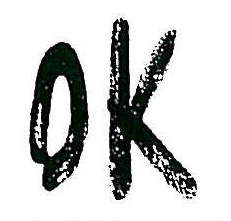
Підпис О.Кокошки

Оскар Кокошка (1 березня 1886, Пехларн — 22 лютого 1980) — відомий австрійський художник-експресіоніст, скульптор, графік і театральний декоратор, засновник особливого «психологічного» портретного стилю. Професор Дрезденської академії мистецтв (1919 рік). Драматург та поет, автор гротескних драм «Сфінкс і лякало», «Вбивця — надія жінок», збірки віршів «Замріяні хлопчики», п'єси «Каменський», книги «Моє життя».

## Життєпис

### Молоді роки
Оскар народився в містечку Пьохларн на Дунаї (Австрія) у родині спадкового золотаря з Праги та його дружини-австрійки, доньки лісника. Незабаром сім'я переїздить до Відня.
Малим він небагато малював, мистецтво його зовсім не приваблювало. Він більше уваги приділяв хімії. Але вчитель малювання зауважив здібності Оскара й рекомендував його для вступу до Віденської школи мистецтв і ремесел. Кокошка почав навчатися тут з 1905 року. Однак під час навчання (1905—1909 роки) він не ставився серйозно до занять.
З 1907 року Оскар стає співробітником «Віденських майстерень», заснованих Й. Гофманом. Вони об'єднували художників і ремісників. Головним заняттям Оскара у цей час було малювання поштових листівок та віньєток. У цей період з'явився характерний авторський підпис Кокошки — надалі він підписуватиметься саме так.
На деякий час творчі пошуки привели Оскара до літератури. Виконуючи замовлення на ілюстрування дитячої книги, Оскар сам написав текст у віршах та оформив видання у стилі модерн вісьмома кольоровими літографіями. 1908 року він випустив збірку віршів «Мріючі хлопчики». Окрім цього, написав дві віршовані п'єси — «Вбивця — надія жінок» та «Сфінкс і лякало», що поклали початок експресіоністському театру в Німеччині.
Експериментував Кокошка і в живопису. Під впливом Ромако й Густава Клімта він зображує на своїх картинах оголених дівчат. Ці роботи були виставлені у 1908 році на експозиції у Відні серед картин інших авангардистів — послідовників Клімта. Роботи Оскра критика сприйняла погано, у підсумку його виключили зі Школи мистецтв та ремесел.
У 1910 році навколо Оскара Кокошки вибухнув скандал. У невеличкому театрі просто неба поставили його нетрадиційні п'єси, що викликало обурення критиків і глядачів. Унаслідок цього матеріальний стан митця погіршав.
У скрутную хвилину йому допоміг архітектор-модерніст Адольф Лоос, який увів Кокошку до артистичного кола, надав йому замовлення на портрети. Своїх персонажів Кокошка зображував з вельми виразною мімикою та «кажучими обличчями», а їх руки непропорційно великими. Художник працював тоді м'якими тональними фарбами без різких контрастів («Ганс Титце й Еріка Титце-Конрат», 1909 рік). Він не намагався досягнути зовнішньої схожості, а більше турбувався про передачу характерних рис.
У 1909 році Кокошка мандрував разом з Лоосом Швейцарією. Тут він уперше починає малювати пейзажі. 1910 року Оскар їде до Берліна, де власник і головний редактор журналу «Der Sturm» наймає його художником-оформлювачем обкладинки видання. Малюнки Кокошки використовуються практично для кожного номера.

### Розвиток творчості та подальше життя
1911 рік став найважливішим у житті Оскара Кокошки. Він повертається до Відня. Створює картини на біблійні теми «Вихід з Єгипту» (1911—1912 роки), «Розп'яття (Голгофа)» (1912 рік). У Школі мистецтв та ремесел Кокошка отримує посаду помічника вчителя. У містечку Пьохларн проходить його персональна виставка. На урочистому відкритті її був присутній спадкоємець Австрійського трону ерцгерцог Франц Фердинанд. Щоправда йому не сподобалися роботи Кокошки. «Автору потрібно було б переломати кістки», — заявив Франц Фердинанд.
В цей час закручується любовний роман між Оскаром Кокошкою та Альмою Малер (вдовою композитора Густава Малера). Любов надихає Оскара на створення таких робіт, як «Автопортрет з Альмою Малер» (1912 рік), «Шквал» (1914 рік). Водночас австрійський уряд фактично забороняє художнику викладати.
У 1913 році Кокошка їде до Італії, де знайомиться з венеціанським живописом. Побачене коректує напрямок його пошуків у мистецтві — він дедалі більше прагне до динамізму («Наречена вітру», 1914 рік).
З початком Першої Світової війни Кокошка йде на фронт добровольцем. Він стає лейтенантом елітного драгунського полку. На початку 1915 року у Галичині Оскара було тяжко поранено. Альма Малер йде від нього. Все це викликає у Оскара Кокошки тяжку депресію. Художник переїжджає до Дрездена на лікування.

### Міжвоєнний період
У 1919 році Кокошку призначають професором Дрезденської академії мистецтв. Він відкриває власну студію, викладає вільний живопис та працює над літографіями («Дама у блакитному», 1919 рік). Позитивна репутація Кокошки закріплюється, його п'єсу «Вбивця — надія жінок» перекладено на музику, він бере участь у виставці у Венеції (1922 рік). Але вже у 1924 році Кокошка залишає свою посаду у Дрезденській академії мистецтв й вирушає у мандри. Він відвідує Північну Африку, Туреччину, Палестину, європейські країни. В цей період улюбленою темою стає пейзаж — "Ринок у Тунісі, 1928—1929 роки, «Карлов міст у Празі», 1934 рік. Для його пейзажів характерна м'яка, легка імпресіоністська манера.
1931 рік приніс Кокошці великий успіх. Його картини виставляються у Kunsthalle у Мангаймі, паризькій галереї Жоржа Пті. У 1931—1934 роках Оскар Кокошка живе у Відні. Але тут фінансові справи гіршають. Він знову впадає у депресію. Після смерті матері він переїздить до Праги, де приймає чеське громадянство і з 1934 по 1938 роки живе там. У Празі Кокошка знайомиться з Ольгою Павловською, яка у 1941 році стає його дружиною. Стає небезпечно з приходом до влади у сусідніх Австрії та Німеччині нацистів. Тому він вирушає до Англії (у 1939 році), але британське громадянство приймає лише у 1947 році.

### Останній період життя
Під час війни Кокошка разом з дружиною сильно бідували — в Англії його не знали, замовлень не було, до того ж тривала війна. Після закінчення війни, у 1945 році, у Відні відбулася виставка робіт О. Кокошки, Клімта та Шиле, а у 1948 році — масштабна виставка творів Оскара Кокошки в Kunsthalle у Берні. 1952 року на бієнале у Венеції для його картин надали цілу залу.
У 1953 році художник переїжджає до містечка Вільньов на Женевському озері. Тут у творчості Кокошки з'являються композиції на класичні сюжети («Фермопіли», 1954), які були позначені ліризмом та декоративністю австрійського бароко.
У цей самий час він багато працює декоратором та літографом. Художник створив костюми та композиції до «Балу-максараду» Д.Верді (1953), виконав серії літографій: «Король Лір» (1963), «Одіссея» (1963—1965), «Троянці» (1971—1972), також Кокошка створює монументальну мозаїку у соборі Святого Миколи у Гамбурзі.
У 1971 році у Мюнхені виходить автобіографічна книга Кокошки «Моє життя». Незабаром у мюнхенському Домі мистецтв відкрилася експозиція його портретів 1907—1970 років.
Помер Оскар Кокошка 22 лютого 1980 року у шпиталі в Монтре (Швейцарія).

## Почесні звання
10 лютого 1961 року йому було присвоєно звання «Почесний громадянин Відня».